# فرانكلين إس. كوبر
فرانكلين إس. كوبر (بالإنجليزية: Franklin S. Cooper) هو فيزيائي أمريكي، ولد في 29 أبريل 1908 في روبنسون في الولايات المتحدة، وتوفي في 20 فبراير 1999.